# Botrychium matricariifolium
Botrychium matricariifolium (orth.var. B. matricariaefolium) es una especie común de helecho conocida por los nombres comunes de helecho manzanilla uva, helecho hojas de margarita y helecho matricaria-uva. Es nativo de Europa y partes del este de América del Norte, incluido el este de Canadá y partes de los Estados Unidos.
Este helecho carnoso crece hasta 30 centímetros de altura. Produce láminas de hoja estériles de color verde opaco de hasta 10 centímetros de largo por 9 de ancho divididas en unos pocos pares de segmentos. Las hojas fértiles son un poco más largas y soportan las esporas.

## Rareza
Esta especie es muy rara en la mayoría de los países europeos. En Ucrania en total, se registraron 17 loci: 10 antes de 1980, después de 1980 - 7, como antes y después de 1980 - 0 ubicación.